# 碳15手槍
碳15（Carbon 15）是一系列曾經由美國已停止生產的槍械製造商專業軍械公司（Professional Ordnance）所設計和生產的輕型彈匣供彈式手枪、卡賓槍和步枪槍族，而該設計在一段時間過後由當前的製造商大毒蛇武器公司所取得。該槍族分為發射9×19毫米魯格手枪子彈與5.56×45毫米北約口徑制式步槍子彈的型號。

## 概述
碳15系列武器與柯爾特AR-15半自動步槍之間有著前者從設計上密切地基於後者的關係。該槍族的特徵是其碳纖維結構，提供了非常輕便，亦非常耐用，包括：防化學物、防水和耐熱的槍身。碳15系列通常是5.56毫米（.223英吋）口徑的武器，但亦有推出碳15的手槍與卡賓槍的9×19毫米魯格口徑版本。
2009年初，碳15手槍與步槍系列的主要製造商大毒蛇公司開始在他們生產的碳15 M4步槍以上追加了拋殼口防塵蓋和復進助推器。

## 使用國
- 马来西亚[5]
- 阿曼
  - 阿曼蘇丹武裝部隊
- 美国
  - 地方警察部門
- 梵蒂冈
  - 梵蒂岡憲兵

## 資料來源
1. ↑  .   [2019-01-14]. （原始内容存档于2019-01-14）.
2. ↑  "Carbon 15 line" bushmaster.com Bushmaster 的存檔，存档日期December 13, 2011，.
3. ↑  
Johnn Walter. . Krause Publications. March 25, 2006: 42.
4. ↑  "Carbon 15 Type 97s" bushmaster.com Bushmaster 的存檔，存档日期December 5, 2011，.
5. ↑  . The Firearm Blog. 25 February 2013  [26 July 2020]. （原始内容存档于2020-07-26）.

## 外部連接
- （简体中文）— D Boy Gun World（槍炮世界）—
  - 其他生产商的M16派生型 （页面存档备份，存于）
  - BUSHMASTER公司的AR式武器 （页面存档备份，存于）